# Kolačno (Slowakije)
Kolačno (Hongaars: Kalacsna) is een Slowaakse gemeente in de regio Trenčín, en maakt deel uit van het district Partizánske.
Kolačno telt 866 inwoners.